# Coësmes
Coësmes est une commune française située dans le département d'Ille-et-Vilaine en région Bretagne, peuplée de 1 435 habitants.

## Géographie

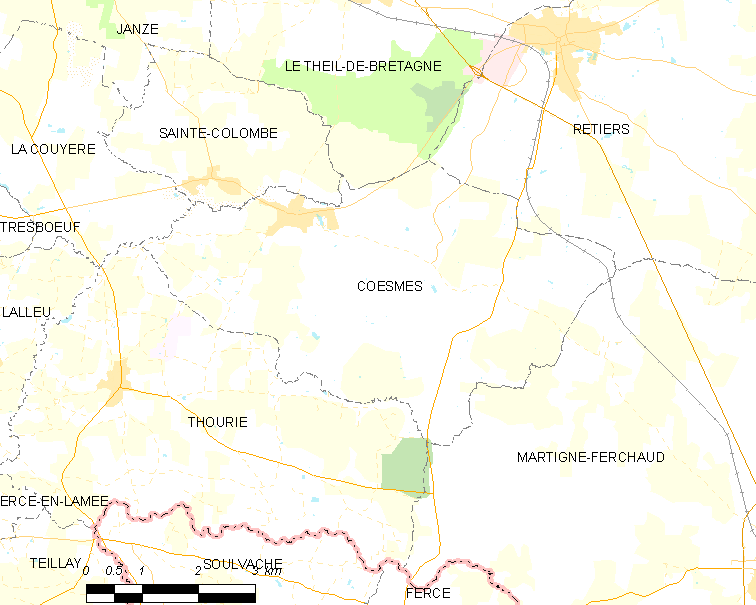
Carte de la commune.

| La Couyère | Sainte-Colombe, Le Theil-de-Bretagne | Retiers           |
|            | Coësmes                              |                   |
| Thourie    |                                      | Martigné-Ferchaud |

La commune s'étend sur 2 324 hectares.
Son sol se compose pour l'essentiel de grès armoricains, formant la partie la plus élevée au nord, à une centaine de mètres d'altitude. Ils dominent les bassins schisteux situés aux environs de 70 mètres. Ces bassins sont délimités par les niveaux gréseux du Châtellier qui culminent à90 mètres. Globalement, le relief de la commune est peu accentué mais les phénomènes de solifluxion, quaternaires, peuvent être observés sur les pentes marquant le contact grès-schiste.
Le réseau hydrographique est dominé par deux rivières, le ruisseau de Courgeon au sud-ouest de Coësmes et surtout par le ruisseau des Gadouilles, au nord. Le nord et le nord-est de la commune est limité par la forêt du Theil.
L'ancien canton de Retiers, et à une plus large échelle, le sud-est de l'Ille-et-Vilaine, est une région de transition entre la péninsule bretonne, fortement influencée par la mer, et l'intérieur des terres au climat plus contrasté. Le climat y est peu pluvieux, humide mais rarement froid ou chaud, souvent frais ou tiède. Il connaît peu les tempêtes : c'est un climat de nuances et de modération.

### Hydrographie
Pour un article plus général, voir Réseau hydrographique d'Ille-et-Vilaine.
La commune est située dans le bassin Loire-Bretagne. Elle est drainée par la Fontaine Courge, le Gadouilles, le ruisseau de Gratte-au-loup et le ruisseau des Gadouilles,,.
La Fontaine Courge, d'une longueur de 12 km, prend sa source dans la commune de Martigné-Ferchaud et se jette  dans le Couyère à Thourie, après avoir traversé trois communes. 
Le Gadouilles, d'une longueur de 12 km, prend sa source dans la commune de Martigné-Ferchaud et se jette  dans le Couyère à La Couyère, après avoir traversé cinq communes. 

### Climat
Pour des articles plus généraux, voir Climat de la Bretagne et Climat d'Ille-et-Vilaine.
En 2010, le climat de la commune est de type climat océanique altéré, selon une étude du CNRS s'appuyant sur une série de données couvrant la période 1971-2000. En 2020, Météo-France publie une typologie des climats de la France métropolitaine dans laquelle la commune est exposée à un climat océanique et est dans la région climatique  Bretagne orientale et méridionale, Pays nantais, Vendée, caractérisée par une faible pluviométrie en été et une bonne insolation. Parallèlement l'observatoire de l'environnement en Bretagne publie en 2020 un zonage climatique de la région Bretagne, s'appuyant sur des données de Météo-France de 2009. La commune est, selon ce zonage, dans la zone « Sud Est », avec des étés relativement chauds et ensoleillés.  
Pour la période 1971-2000, la température annuelle moyenne est de 11,6 °C, avec une amplitude thermique annuelle de 13,4 °C. Le cumul annuel moyen de précipitations est de 736 mm, avec 12,7 jours de précipitations en janvier et 6,6 jours en juillet. Pour la période 1991-2020, la température moyenne annuelle observée sur la station météorologique la plus proche, située sur la commune d'Arbrissel à 11 km à vol d'oiseau, est de 12,1 °C et le cumul annuel moyen de précipitations est de 718,7 mm,. Pour l'avenir, les paramètres climatiques de la commune estimés pour 2050 selon différents scénarios d'émission de gaz à effet de serre sont consultables sur un site dédié publié par Météo-France en novembre 2022.

## Urbanisme

### Typologie
Au 1er janvier 2024, Coësmes est catégorisée bourg rural, selon la nouvelle grille communale de densité à sept niveaux définie par l'Insee en 2022.
Elle est située hors unité urbaine. Par ailleurs la commune fait partie de l'aire d'attraction de Rennes, dont elle est une commune de la couronne,. Cette aire, qui regroupe 183 communes, est catégorisée dans les aires de 700 000 habitants ou plus (hors Paris),.

### Occupation des sols
L'occupation des sols de la commune, telle qu'elle ressort de la base de données européenne d'occupation biophysique des sols Corine Land Cover (CLC), est marquée par l'importance des territoires agricoles (98 % en 2018), une proportion sensiblement équivalente à celle de 1990 (98,3 %). La répartition détaillée en 2018 est la suivante : 
zones agricoles hétérogènes (55,7 %), terres arables (31,9 %), prairies (10,4 %), zones urbanisées (2 %). L'évolution de l'occupation des sols de la commune et de ses infrastructures peut être observée sur les différentes représentations cartographiques du territoire : la carte de Cassini (XVIIIe siècle), la carte d'état-major (1820-1866) et les cartes ou photos aériennes de l'IGN pour la période actuelle (1950 à aujourd'hui).

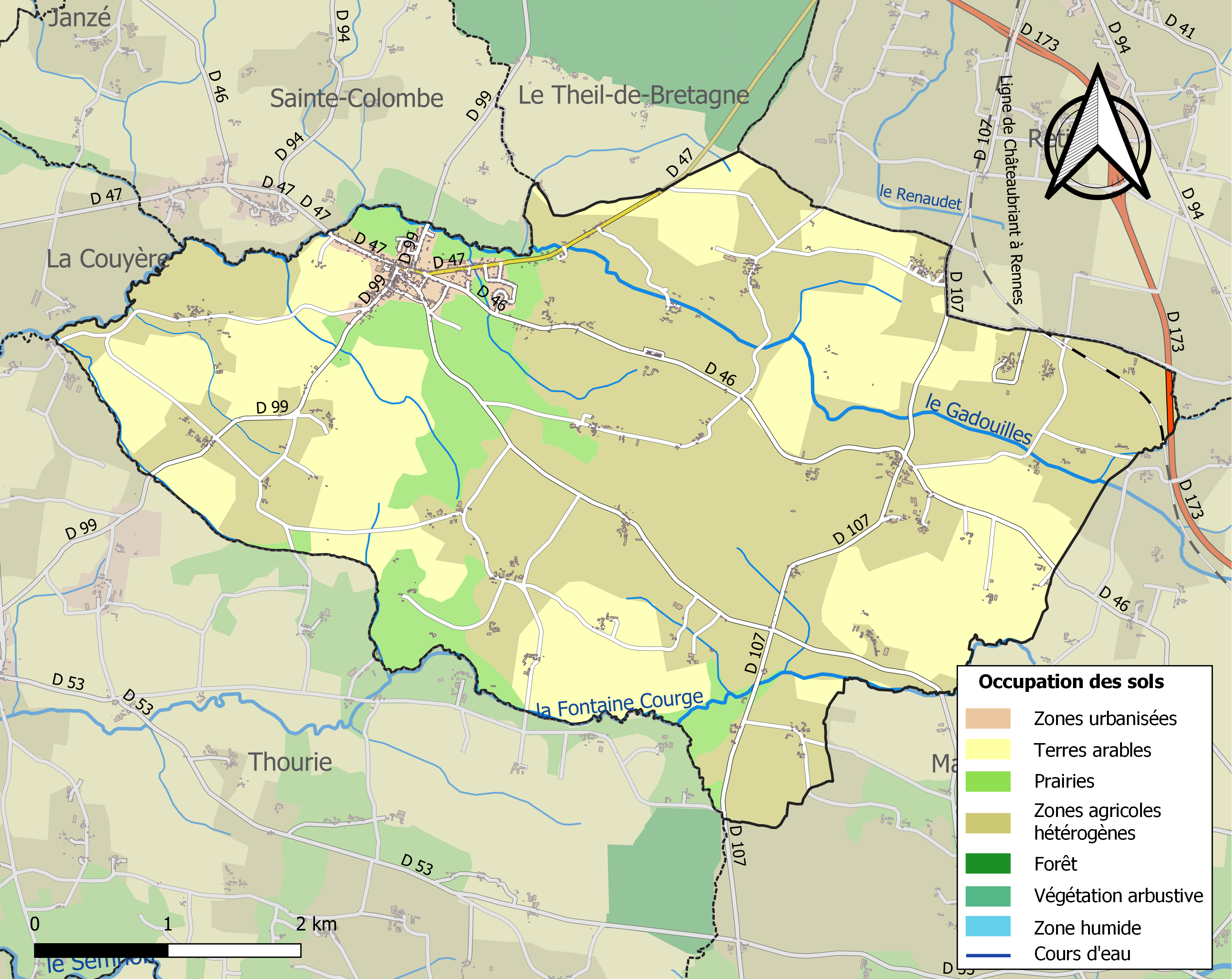
Carte des infrastructures et de l'occupation des sols de la commune en 2018 (CLC).

## Toponymie
Le nom de la localité est attesté sous les formes Cosmoe en 1199 ; Coismis en 1205 ; Quoismes en 1311 ; Couaismes et Couasmes en 1420 ; [ecclesia de] Coesmis en 1516 ; Couaismes au XVIIe siècle ; Coüesme en 1731,,.
Il convient sans doute de rapprocher Coësmes de Couesmes (Indre-et-Loire, Cosma XIIe siècle, Coesme XVe siècle) et Couesmes (Mayenne, Coismes 1241),, car les formes anciennes sont analogues.
Il s'agit peut-être d'un radical gaulois *Cot- de sens inconnu, suivi du suffixe gaulois superlatif -isama (cf. Belisama). Ernest Nègre, qui ne connait pas de formes anciennes, préfère l'emploi d'un nom de personne germanique pris absolument Godisma, alors que l'on ne trouve aucune trace d'un [d] et que l'utilisation de noms de personnes germaniques sans appellatifs, ni suffixes est rare dans ces régions du nord ouest.
Remarque : la nature des formes anciennes (absence de trace d'un [t]) et l'homonymie vraisemblable avec le nom de différentes communes hors de Bretagne ne permettent pas de proposer une étymologie à partir du breton koet « bois », ni même à partir du gaulois *caito- « bois » (de même origine celtique *caito), car ce dernier aurait dû évoluer en ceto-.

## Histoire

### Moyen Âge
En 2002, des fouilles archéologiques sur le site de l'actuel lotissement des Rochettes ont mis au jour les fondations d'un enclos en forme de fer à cheval, ouvert face au nord et dont l'occupation pourrait remonter au Ve siècle. Le site aurait connu des extensions successives jusqu'à l'an mil.
Vers 1070, Bovus ou Bovo de Coësmes, fils de Guidenoc et vassal des seigneurs de Châteaubriant, fait ériger une motte dans le bois de Sainte-Christine. Ce chevalier possède des biens à Ercé-en-Lamée, Juigné, Fercé, dans la paroisse Saint-Jean-de-Béré et à Châteaubriant. Les de Coësmes possèdent également un manoir au lieu-dit le Plessix-en-Coësmes et à la Borderie, sur l'actuelle commune de Retiers. En 1191, Herbert, évêque de Rennes et André II, baron de Vitré, confirment la donation de Brient de Coësmes qui aliène la moitié de sa dîme de Retiers au profit des moines de l'abbaye de Savigny. En 1201, il fait don aux religieuses de l'abbaye de Saint-Sulpice des Bois de l'autre moitié de cette dîme. Aux hosts du duc de Bretagne Jean II, tenus à Ploërmel en 1294, les de Coësmes reconnaissent devoir à l'armée ducale un chevalier et un écuyer,.
Guillotin de Corson signale qu'aux terres formant la seigneurie de Coësmes était joint un autre fief, celui des Mottes-en-Coësmes (duquel subsiste encore le manoir des Mottes, sur la commune voisine de Sainte-Colombe), relevant directement du roi. Le tout formait une haute justice, exercée au bourg de Coësmes. En 1833, le maire Jean-Baptiste Després, ancien notaire de juridiction, indique que les ruines du bâtiment formé de la halle, de la prison et de l'auditoire seigneurial sont toujours visibles au milieu de la Haute-Rue.

### Période moderne
Par succession, la terre de Coësmes passe à la famille Le Vayer puis aux barons de Maillé. Au XVe siècle, la seigneurie est vendue à Bertrand de Chevaigné. En 1541, Nicolas de Chevaigné se présente à la montre des nobles « en robe, mais fournissant un homme armé en estat d'homme d'armes, accompagné de quatre hommes et quatre chevaux, scavoir deux archers bien armés, un coustilleux bien armé et un page ; il déclara avoir de 700 à 800 livres de revenu noble ». En 1555, Jean Ier Du Refuge, baron de Galardon, entre en possession de la seigneurie. Son fils prend le titre de comte de Coësmes. Les Du Refuge servent à la Cour, en qualité de gentilhomme de la chambre du roi Henri II, puis de chambellan du duc d'Alençon et du duc d'Anjou. Pendant les guerres de Religion, le manoir du Plessix-en-Coësmes est occupé par une troupe de ligueurs, envoyés à Coësmes par les capitaines de la Pilletière et de Bellefontaine qui tiennent le château de Châteaubriant pour le compte du duc de Mercoeur. Ils sèment la terreur dans la campagne environnante, pillant les riches cultivateurs et rançonnant les habitants du bourg.
En 1652, les Du Refuge font ériger le maître-autel de l'église paroissiale, sur lequel ils font graver leurs armoiries : d'argent à deux fasces de gueules, deux bisses affrontées d'azur en pal, languées de gueules, brochantes sur le tout. La famille s'éteint en 1726. Mise en vente, la seigneurie de Coësmes est achetée par René-Georges Saget de la Jonchère, maître de forges à Martigné, puis passe par alliance aux Goyon de Vaudurant. À la Révolution, Renée-Modeste de Goyon ayant fui la France avec son époux François-Jean-Donatien comte de Sesmaisons, ses biens sont confisqués et la seigneurie de Coësmes est vendue nationalement en 1795.

### Révolution
Coësmes adhère sans réserve à la Révolution. La commune est choisie pour accueillir, le 27 juin 1790, sur les landes de la Grasserie, la fédération des gardes nationales du district de la Guerche, soit plus de 2 500 hommes. Une pyramide de 12 mètres de haut y est élevée pour commémorer le rassemblement (démolie en 1815 et remplacée par un chêne). Le clergé est constitutionnel : le culte est maintenu jusqu'en 1794. À sa démission, le curé Jean-Baptiste Gendrot est nommé agent municipal de la commune.
Le 1er juillet 1795, à quatre heures du matin, une troupe de mille chouans environ, commandés par Jean Terrien dit Cœur de Lion, surprennent le bourg de Coësmes. Déjà, dans le courant du mois de juin, plusieurs vols de chevaux, de grain et de cidre avaient été signalés à Coësmes, Thourie et Retiers. Encerclant immédiatement l'église servant de caserne, les chouans tentent en vain d'en déloger les gardes nationaux tandis que le gros de troupes pille systématiquement les maisons du bourg. À l'appel du tocsin, les gardes des communes voisines accourent, et les chouans se retirent sur Thourie puis Fercé.

### Période contemporaine
Le bourg se densifie au XIXe siècle. Les alignements de la Haute-Rue sont régularisés, notamment avec le transfert du cimetière à son emplacement actuel en 1848 (auparavant autour de l'église) et de nouvelles constructions : une école primaire de garçons et la mairie en 1845, agrandie en 1884 ; une école libre de filles en 1858 et un hospice en 1883 (prenant la succession de l'atelier de charité fondé en 1854). Fait notable, une compagnie de sapeurs-pompiers est créée en 1864, et compte parmi les plus anciennes du département.
L'ancienne église, devenue trop étroite, est démolie et remplacée par l'édifice actuel en 1905. La commune connaît en effet une croissance continue de sa population, en raison notamment de l'activité minière aux Ardoisières du Plessix qui comptent, entre 1878 et 1889, 180 ouvriers. Dans un climat de tension resté vif entre enseignement public et enseignement libre, une école chrétienne de garçons est construite en 1905 tandis qu'une nouvelle école publique de filles est construite en 1911, route de Sainte-Colombe, sous l'impulsion du maire et conseiller général radical, Evariste Lasne. En 1921, la commune compte pas moins de 34 cafés, 2 hôtels, 12 épiceries, 4 charcuteries et 2 boulangeries.
Après la Seconde Guerre mondiale, Coësmes perd de nombreux habitants et ses commerces, en raison de l'exode rural. Sous le mandat de Paul David (1934-2019), la commune connaît un certain dynamisme : construction du lotissement de la Fontaine en 1978, aménagement du plan d'eau-base de loisirs aux Rochettes en 1984. Depuis les années 2000, les municipalités successives cherchent à accueillir de nouveaux habitants et améliorent les équipements : construction d'une salle omnisports en 2009, ouverture de la ludothèque et du local jeune en 2010, agrandissement de l'école maternelle publique en 2011 et réaménagement du centre-bourg en 2014.

### Héraldique
|  | De gueules fretté d'hermine. Armoiries de la famille de Coësmes (sceau de 1270). L'hermine évoque le blasonnement d'hermine plain de la Bretagne. |

## Politique et administration

### Jumelages
Avec les huit autres communes du canton de Retiers, aujourd'hui supprimé, Coësmes est jumelée avec :
- Mieścisko (Pologne) depuis mars 1998

## Démographie
L'évolution du nombre d'habitants est connue à travers les recensements de la population effectués dans la commune depuis 1667. Pour les communes de moins de 10 000 habitants, une enquête de recensement portant sur toute la population est réalisée tous les cinq ans, les populations de référence des années intermédiaires étant quant à elles estimées par interpolation ou extrapolation. Pour la commune, le premier recensement exhaustif entrant dans le cadre du nouveau dispositif a été réalisé en 2008.
En 2022, la commune comptait 1 435 habitants, en évolution de −3,24 % par rapport à 2016 (Ille-et-Vilaine : +5,46 %, France hors Mayotte : +2,11 %).
| 1667  | 1793  | 1800  | 1806  | 1821  | 1831  | 1836  | 1841  | 1846  |
| ----- | ----- | ----- | ----- | ----- | ----- | ----- | ----- | ----- |
| 1 200 | 1 406 | 1 503 | 1 447 | 1 587 | 1 537 | 1 536 | 1 512 | 1 533 |

| 1851  | 1856  | 1861  | 1866  | 1872  | 1876  | 1881  | 1886  | 1891  |
| ----- | ----- | ----- | ----- | ----- | ----- | ----- | ----- | ----- |
| 1 627 | 1 607 | 1 616 | 1 687 | 1 549 | 1 598 | 1 728 | 1 895 | 1 828 |

| 1896  | 1901  | 1906  | 1911  | 1921  | 1926  | 1931  | 1936  | 1946  |
| ----- | ----- | ----- | ----- | ----- | ----- | ----- | ----- | ----- |
| 1 859 | 1 666 | 1 753 | 1 654 | 1 449 | 1 519 | 1 528 | 1 375 | 1 319 |

| 1954  | 1962  | 1968  | 1975  | 1982  | 1990  | 1999  | 2006  | 2008  |
| ----- | ----- | ----- | ----- | ----- | ----- | ----- | ----- | ----- |
| 1 256 | 1 251 | 1 191 | 1 087 | 1 035 | 1 078 | 1 073 | 1 311 | 1 379 |

| 2013  | 2018  | 2022  | - | - | - | - | - | - |
| ----- | ----- | ----- | - | - | - | - | - | - |
| 1 462 | 1 466 | 1 435 | - | - | - | - | - | - |

## Économie
D'après l'INSEE, les secteurs d'activités prépondérants à Coësmes sont le commerce, les transports et les services (39,8%) et l'agriculture (28,9%). La part des établissements de 10 salariés ou plus n'est que de 6%. En 2016, le taux de chômage y est inférieur à la moyenne nationale.
Historiquement, Coësmes est le berceau des transports Perrin, fondés en 1941. Spécialisée dans le transport de voyageurs, l'entreprise a son siège social à Coësmes jusqu'en 1991, avant de s'installer à Janzé.

## Culture locale et patrimoine

### Lieux et monuments

#### Église Saint-Pierre
L'église actuelle occupe l'emplacement d'un édifice plus ancien ; Roger Blot suggère que la base du chœur serait romane, Coësmes étant cité dès le XIIe siècle. Au XVIIe siècle, on adjoint au vaisseau principal deux chapelles, lui donnant ainsi la forme de croix. Trois grands retables en marbre et en tuffeau viennent prendre place dans le chœur et dans les chapelles latérales : celui du maître-autel (1652) est l'œuvre de Jean et Michel Langlois et porte les armes des Du Refuge, comtes de Coësmes ; celui du transept nord (1647) est de Pierre Corbineau et celui du transept sud (1657) de Jean Simmoneau et Pierre Robin. En 1859, un nouveau clocher-porche, construit sur les plans de l'architecte Jacques Mellet, nécessite l'allongement de la nef d'au moins trois mètres.
Au début du XIXe siècle, l'église, devenue trop étroite au regard de la population communale, est démolie ; seuls sont conservés à l'est, l'ensemble formé par les trois retables du XVIIe siècle et à l'ouest, le clocher de 1859. Le nouvel édifice, inauguré en 1905, est l'œuvre de l'architecte Arthur Regnault, qui choisit de le construire dans un style assez rare dans le département : le néo-renaissance. L'iconographie des retables est en grande partie renouvelée : seul subsiste le tableau du Rosaire (Chevalier, 1864) sur le retable nord. Dix-sept verrières sont également réalisées par les ateliers Charles Lorin, de Chartres,. Les retables et les verrières sont protégés au titre des Monuments historiques.

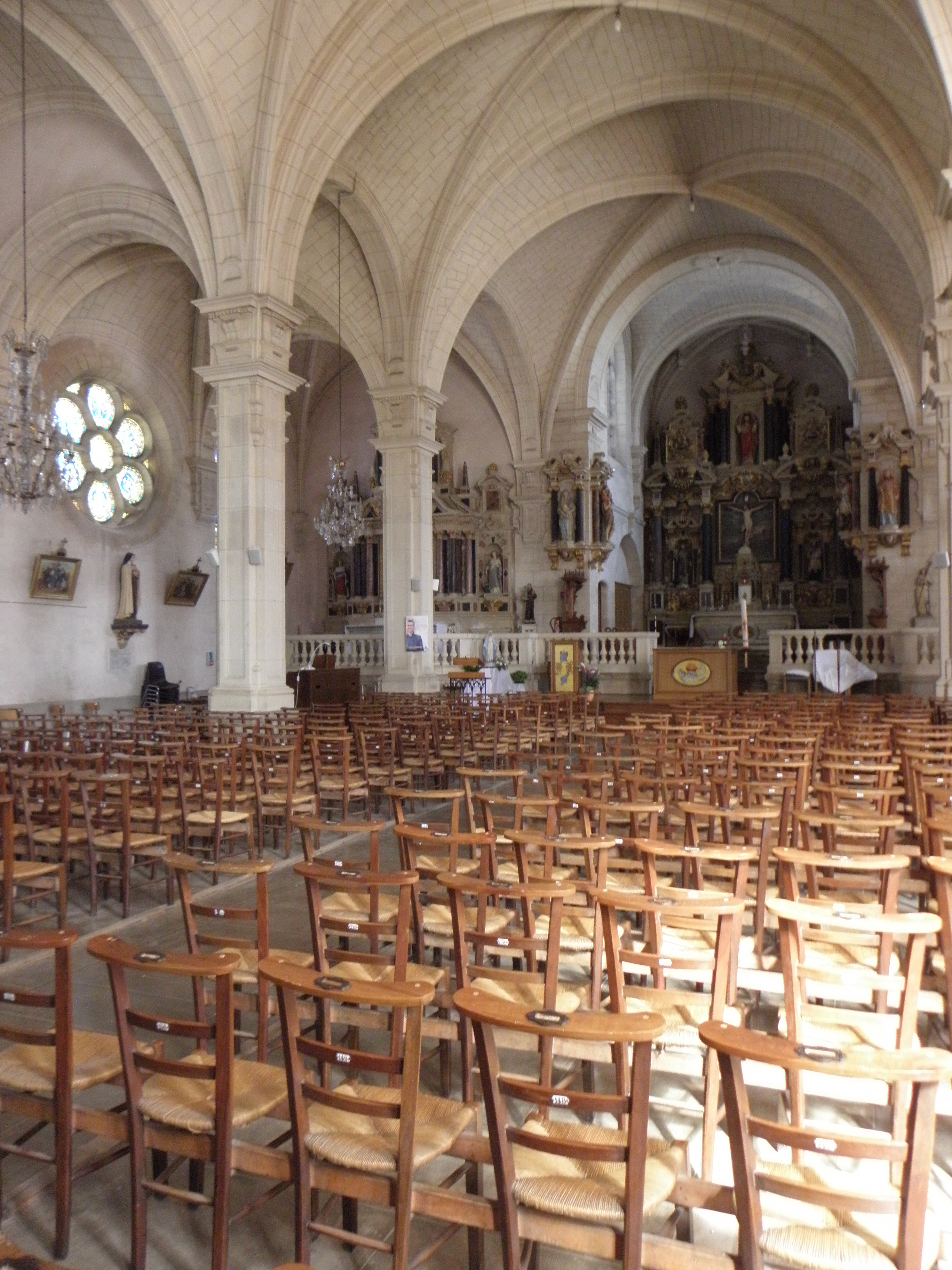
L'église Saint-Pierre : vue de la nef.
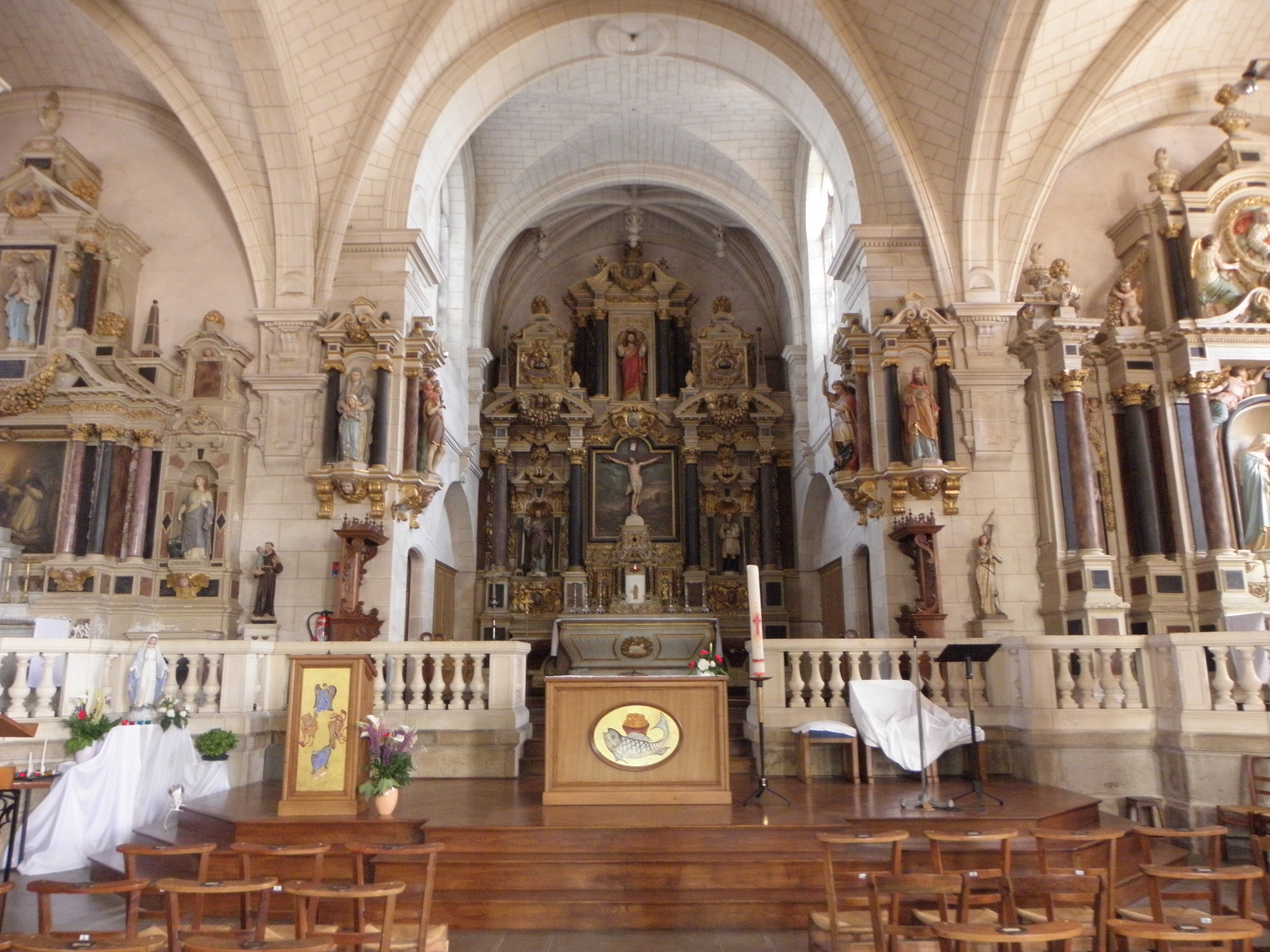
L'église Saint-Pierre : vue du chœur.
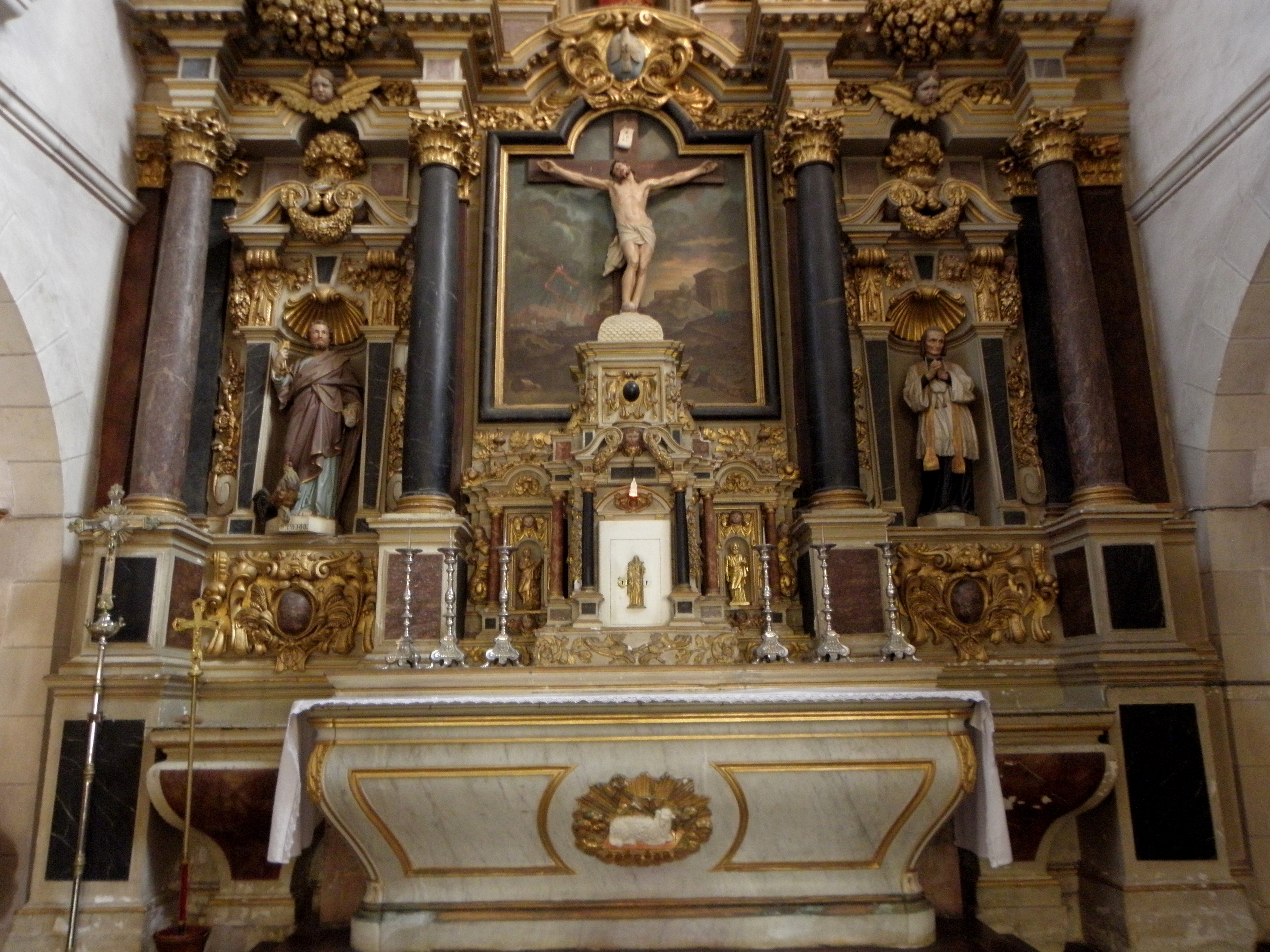
L'église Saint-Pierre : détail du maître-autel.
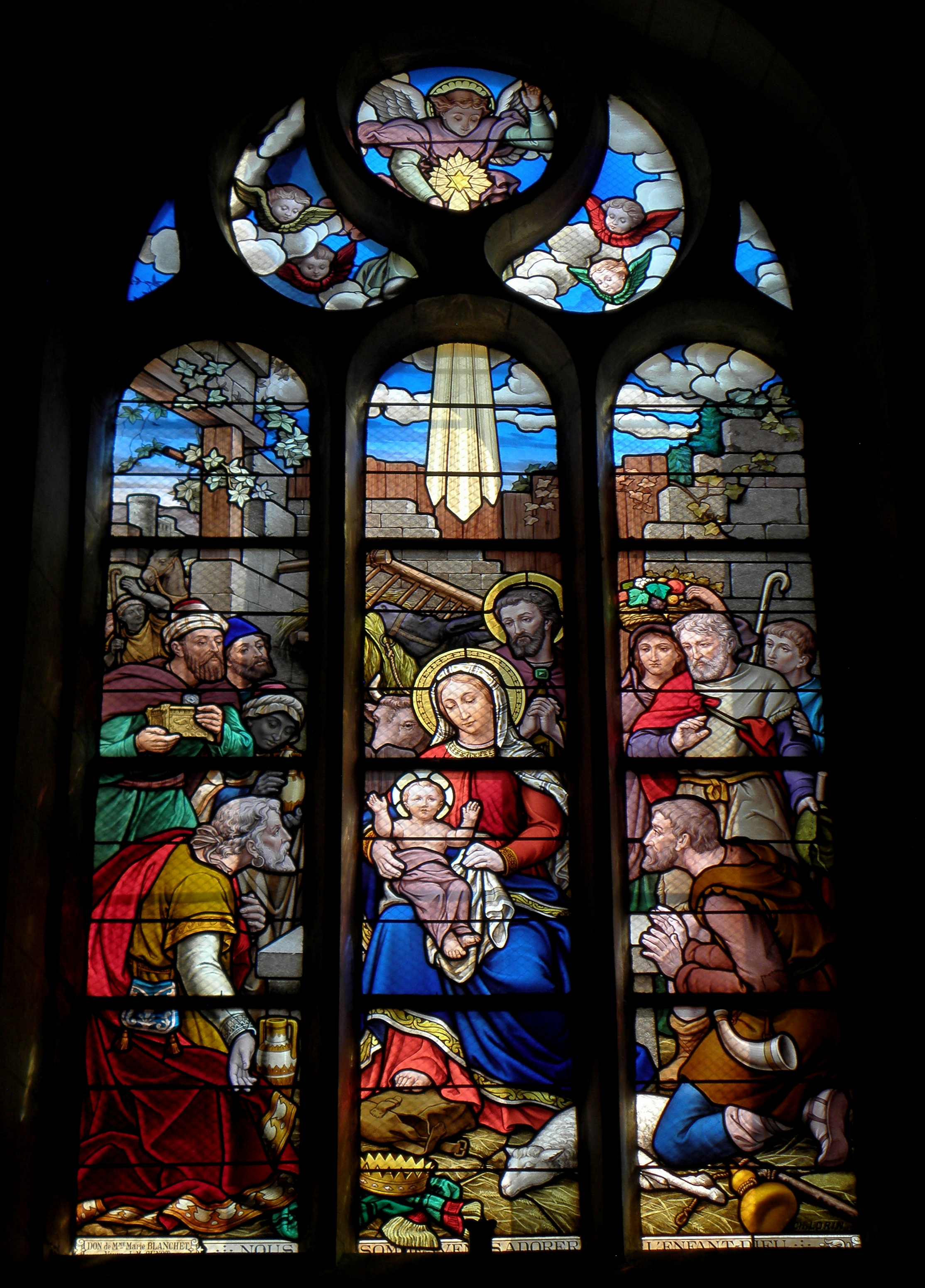
L'église Saint-Pierre, vitrail du transept sud : l'Adoration des mages.
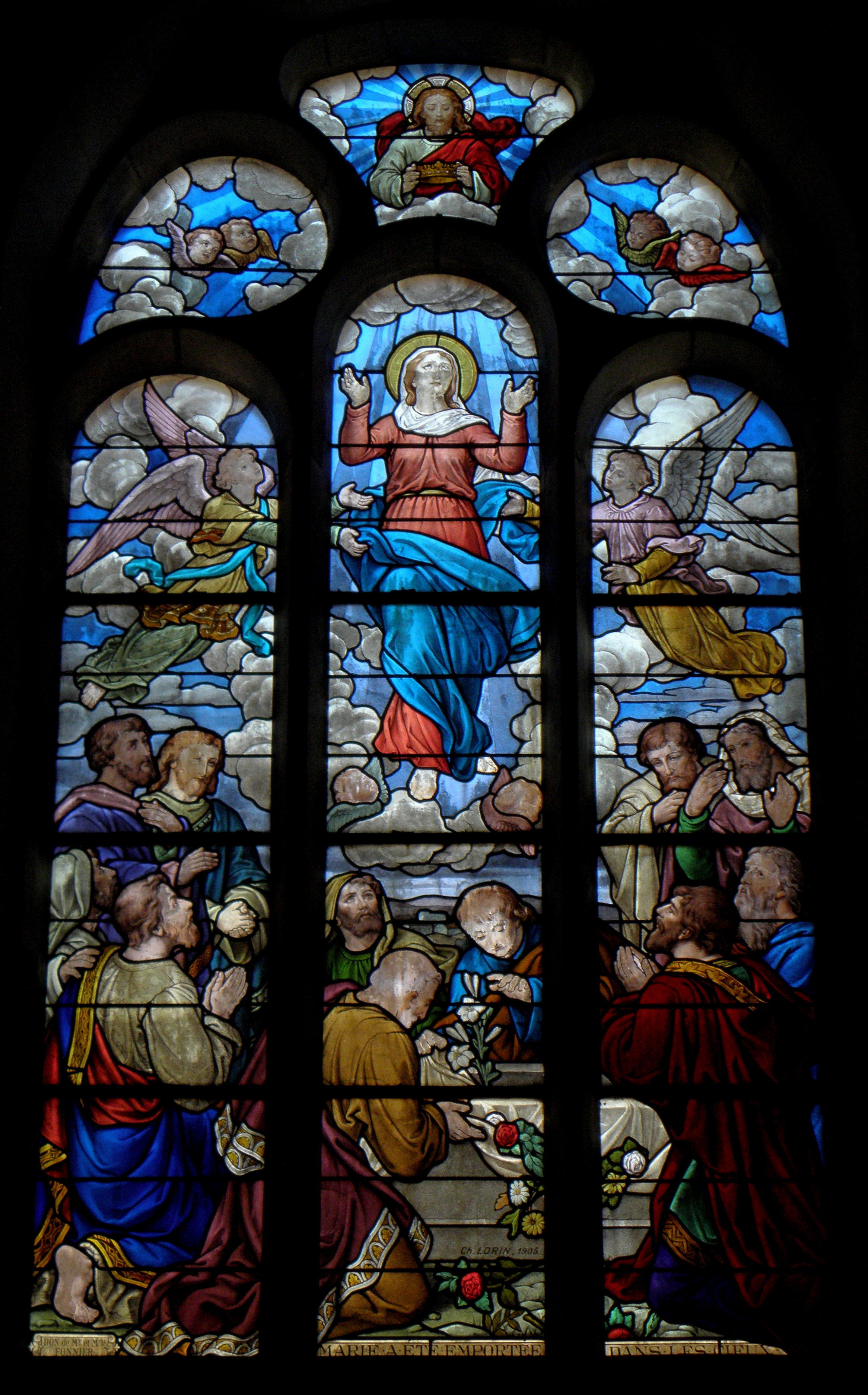
L'église Saint-Pierre, vitrail du transept nord : l'Assomption de la Vierge.

Sous le plancher du chœur se trouverait l'enfeu des comtes de Coësmes. Paul Banéat signale en effet que près de la balustrade du chœur, se trouvait une pierre tombale à effigie de femme du XVe siècle.

#### Oratoire Notre-Dame des Bois
Cet oratoire, restauré en 2011 et situé à un kilomètre du bourg, est un ancien lieu de pèlerinage. Au XVIIe siècle, une messe y était célébrée tous les dimanches. C'est l'unique vestige des cinq chapelles que comptait Coësmes à la veille de la Révolution.

#### Chemin des Saulniers
Une randonnée de 11 kilomètres, le Chemin des Saulniers, en forme de boucle depuis l'étang des Rochettes et passant par les anciennes ardoisières du Plessix, emprunte en partie l'ancien chemin des Saulniers. Situé à la lisière de la forêt du Theil pour la portion traversant Coësmes, ce vieux chemin rural s'étend d'est en ouest sur 20 kilomètres, depuis la forêt de La Guerche jusqu'au nord de Saulnières. Jalonné de mégalithes (Pierre de Richebourg à Retiers, Pierre de Rumfort au Theil, Pierre aux Fées à Janzé), il était emprunté par des contrebandiers qui, profitant de l'exemption de la gabelle en Bretagne, s'adonnaient à un véritable trafic de sel sur la frontière du Maine et de l'Anjou.

### Activité et manifestations

#### Calendrier des manifestations annuelles[42]
- Janvier : Fest Noz "Soleil en hiver"
- Février : course La Gadouille
- Mars-avril : festival des Autochtones
- Avril : carnaval[60]
- Juin : fête de la musique
- Août : vide-grenier (700 exposants et 253 bénévoles en 2019)[61]
- Septembre : forum des associations
- Octobre : "Cabaret d'automne", spectacles pour le Noël d'enfants défavorisés
- Novembre : course La Grimpette ; marche nordique guidée (7 km), marche nordique chronométrée (13 km), courses 3.5, 5 et 10 km
- Décembre : Téléthon ; marché de Noël

En outre, sur les 6 étangs que compte la commune, l'association la Gaule coësmoise organise quatre concours par an.

#### Associations
Coësmes comptait 26 associations en 2019. Parmi elles :
- Association culturelle du Pays des Ardoisières
- Association sportive Retiers Coësmes
- L'Espérance, troupe de théâtre amateur depuis 1941
- Les Autochtones, ateliers et spectacles
- Bistro Lab', café associatif, culturel et solidaire

### Personnalité liée à la commune
- Jean-Baptiste Hanet (1er mars 1751-25 juin 1815), maire de Coësmes en 1790. Il préside au rassemblement des gardes nationales du district de la Guerche sur les landes de la Grasserie, à Coësmes, le 21 juin 1790. Il est ensuite nommé juge au tribunal du district, puis, à partir de 1795, commissaire du Directoire exécutif.

### Archives
- Fonds de la Société ardoisière du Plessix en Coësmes (1855-1930), AD35, fonds 83 J, (25 mètres linéaires).
- Les archives de la mairie conservent les actes et délibérations des conseils municipaux de 1871 à aujourd'hui.